# Inmigración italiana en Brasil
Alrededor de 33 millones de brasileños serían descendientes de inmigrantes italianos. Esparcidos por todos los Estados de las regiones Sur y Sudeste de Brasil, con casi la mitad de ellos en el Estado de São Paulo, son considerados la mayor población de oriundi —descendientes de italianos— fuera de Italia: componen el 16 % de la población de Brasil y el 24 % de los brasileños de raza blanca.

## Historia

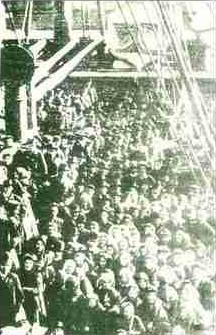
Un navío abarrotado de inmigrantes italianos partiendo para Brasil.

Los italianos llegaron a Brasil desde los tiempos del mismo Amerigo Vespucci, que descubrió el norte de Brasil y fundó en Cabo Frío (cerca de Río de Janeiro) el primer fuerte en Brasil con 24 marineros (de los cuales 12 italianos).
Fernando I de Médici hizo el único intento italiano de crear colonias en América. Para este objetivo el Gran Duque organizó en 1608 una expedición hacia el norte de Brasil, bajo el mando del capitán inglés Thornton.

Nei primi anni del Seicento Ferdinando I di Toscana valuta la possibilità di una colonia brasiliana.(En los primeros años del siglo XVII Fernando I de Médici considera la posibilidad de hacer una colonia en Brasil.)

Desafortunadamente Thornton, a su regreso del viaje preparativo en 1609 (había estado en el Amazonas), encontró muerto a Fernando I y todo proyecto quedó anulado por el sucesor Cosimo II.
Otros italianos se trasladaron individualmente al Brasil del Imperio portugués, especialmente marineros y comerciantes de la República de Génova: hay lingüistas y académicos (como Matteo Sanfilippo) que afirman que el acento brasileño es idéntico al acento  genovés, como consecuencia de esos primeros contactos.
A principios del siglo XIX empieza a verificarse la "emigración masiva" de italianos hacia el Brasil independiente.
La inmigración italiana en la Edad Contemporánea en Brasil fue intensa, teniendo su máximo apogeo entre los años 1870 y 1920. La mayor parte se concentró en la región del actual estado de São Paulo. 
Los italianos comenzaron a emigrar en número significativo a Brasil a partir de la década de 1870. Fueron estimulados por las transformaciones socioeconómicas en curso al norte de la península italiana, que afectaron sobre todo a la propiedad de la tierra, causando mucho descontento entre las clases más humildes del entonces Reino de Italia; insatisfacción que los llevó a emigrar hacia diversos países de Sudamérica como Brasil.

"¿Qué entendéis por una Nación, Señor Ministro? ¿Es la masa de los infelices? Plantamos y recogemos el trigo, pero nunca probamos el pan blanco. Cultivamos la vid, pero jamás bebemos el vino. Criamos animales, pero no comemos la carne. A pesar de todo, ¿vós nos aconsejáis a no abandonar nuestra Patria? Pero ¿es acaso Patria la tierra donde no se consigue vivir del propio trabajo?"
 frase anónima de un inmigrante italiano al final del siglo XIX para el Ministro de Estado italiano que les pedía no abandonar su Patria.

Al contrario de españoles y portugueses, que emigraban hacia sus excolonias debido a factores histórico-culturales, los italianos no tenían esta opción. De inicio, un gran contingente de italianos emigraron para otros países europeos, sin embargo las buenas opciones de empleo estaban en América. Brasil, Argentina, Uruguay y más tarde Estados Unidos y Australia comenzaron a buscar nuevas fuentes de inmigrantes para abrazar las ofertas de empleo sin candidatos.

## Brasil como destino

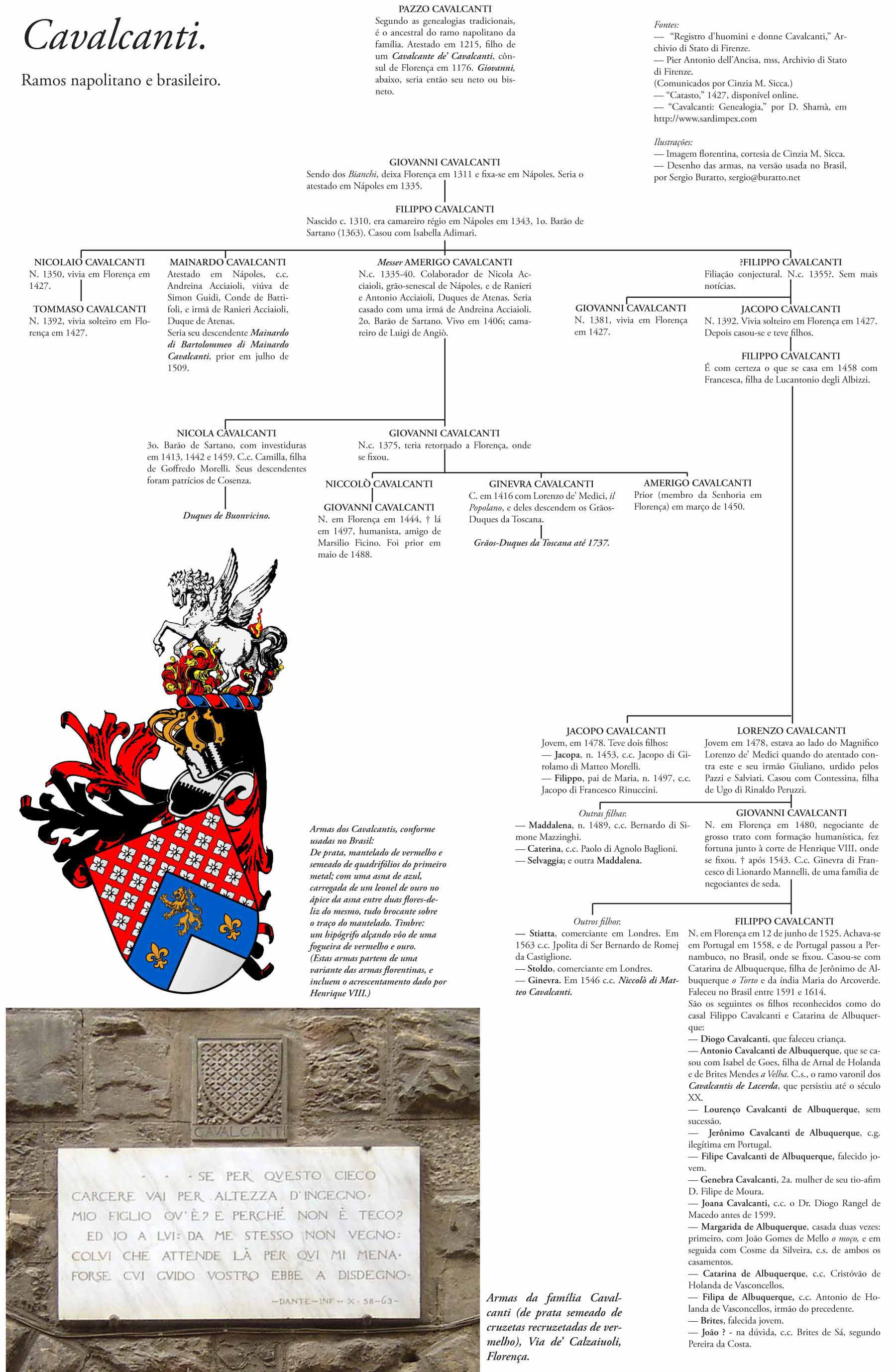
La familia Cavalcanti llegó en Brasil en 1560. Actualmente es la más grande familia en Brasil con un mismo antepasado.

En Brasil, la inmigración estuvo dominada por muchos años por los portugueses, pues durante el periodo colonial apenas los lusos podían desembarcar en el país. Sin embargo, entre ellos hubo muchos italianos (como los Cavalcanti, Berardi, Campoli, Adorno, etc.), que en algunos casos "portuguizaron" su apellido para ser aceptados (como Tomaso de Castellón y otros).
Con la independencia de Brasil, comenzaron a entrar nuevos inmigrantes: alemanes, suizos y polacos, pero estos nunca emigrarían en gran número hacia Brasil. Los portugueses continuaban llegando en masa, pero escogían los centros urbanos donde se convertían en pequeños comerciantes. El inicio de la inmigración italiana coincidió con el proceso de abolición de la esclavitud y con la expansión de las plantaciones de café.
Incentivado por el gobierno brasileño, panfletos y pancartas fueron esparcidos por toda Italia, tratando de vender una buena imagen del país y así, atraer inmigrantes. Rápidamente, miles de italianos comenzaron a comprar pasajes para Brasil, en busca de dinero y mejores condiciones de vida.
Al inicio, el gobierno brasileño encaminó estos inmigrantes para las zonas rurales del Sur de Brasil, donde los italianos se convirtieron en pequeños agricultores y latifundistas. Este fue el caso de los italianos que emigraron al estado de Río Grande del Sur.  Más tarde, las haciendas de café en el Sudeste se convirtieron en destino de la mayoría.
El gran incentivo que tuvo la inmigración italiana en Brasil no fue tan solo al cubrir la falta de mano de obra que se instaló en el país. Los italianos eran católicos, hablaban una lengua latina y tenían costumbres parecidas con la raíz luso-brasileña. 
Para el gobierno de turno esto ayudaba a "europeizar" la cultura brasileña y no hubo problemas hasta que el fascismo italiano empezó a defender la "italianidad" de los italianos emigrados al Brasil.

## La colonización italiana en el Sur

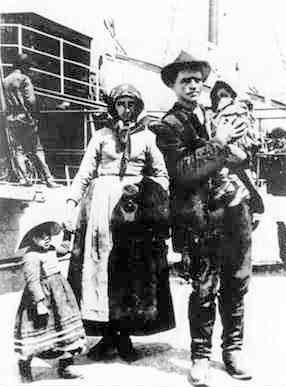
Una familia de inmigrantes italianos.

Los primeros inmigrantes italianos llegaron a Brasil en 1875, como en el caso de la colonia italiana en Santa Teresa (en el estado de Espíritu Santo).
El Gobierno brasileño estaba estimulando la inmigración europea, especialmente después de 1850, cuando el tráfico de esclavos africanos fue abolida en Brasil e inmigrantes europeos estaban substituyendo la mano de obra esclava. Los italianos primeramente se instalaron en la Región Sur, donde se estaban instalando colonias de inmigrantes. A comienzos del siglo XIX, el Gobierno brasileño creó las primeras colonias. Estas colonias fueron fundadas en áreas rurales del país, y familias europeas, principalmente alemanes se establecieron en muchas de estas colonias. Dichos inmigrantes alemanes colonizaron varias áreas en el Sur de Brasil. Siguiendo el mismo proyecto, colonias con inmigrantes italianos fueron creadas en el Brasil meridional. Las primeras nacieron en las Sierras gauchas, en Río Grande do Sul, en las actuales ciudades de Garibaldi y Bento Gonçalves. 
Estos inmigrantes eran en su mayoría del Véneto, Norte de Italia. Luego de 5 años, el gran número de inmigrantes obligó al Gobierno a crear una nueva colonia italiana Caxias do Sul. Los italianos se esparcieron por varias regiones de Río Grande do Sul, y muchas otras colonias fueron creadas, principalmente en sierras y zonas altas, pues las tierras bajas ya estaban pobladas por la inmigrantes alemanes. En estas tierras, los italianos comenzaron a cultivar la uva y a producir vino. Actualmente, estas áreas de colonización italiana producen los mejores vinos de Brasil. También en 1875, fueron fundadas las primeras colonias italianas en Santa Catarina, como Criciúma y Urussanga, así como otras en Paraná. 
En las colonias del Sur de Brasil, los inmigrantes italianos pudieron agruparse en su propio grupo étnico, donde podían hablar italiano y mantener su cultura y tradiciones. La inmigración italiana en el Brasil meridional fue muy importante para el desarrollo económico, así como para la cultura y la formación étnica de la población.

## Mano de obra italiana para el café en el Sudeste

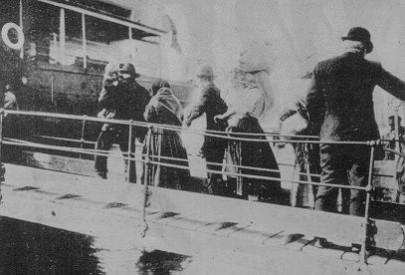
Italianos embarcando en Italia con destino a Brasil (1910).

Aun cuando fue la región Sur la pionera en la inmigración italiana, fue la región Sudeste la que recibió un mayor número de inmigrantes. Esto debido al proceso de expansión de las labores del café en São Paulo. Con el fin del tráfico negrero y los sucesos de la colonización italiana en el Sur, el Gobierno Paulista también comenzó a incentivar la inmigración italiana con destino a los cafetales. La inmigración subsidiada de italianos comenzó en la década de 1880. Los propios dueños de haciendas de café trataban de atraer inmigrantes italianos a sus propiedades. El gobierno brasileño pagaba el viaje y el inmigrante tenía que proponerse trabajar en las haciendas para devolver el valor del pasaje.
Los inmigrantes italianos, en su mayoría, emigraban para Brasil en familias, llamados de colonos. Los hacendados, acostumbrados a trabajar con esclavos africanos, comenzaron a lidiar con trabajadores europeos libres y asalariados. Aun muchos italianos en las haciendas de café fueron sometidos a jornadas de trabajo semejantes a la de los esclavos. Esta situación generó varios conflictos entre los inmigrantes italianos y los hacendados brasileños, causando rebeliones. Las noticias del trabajo semi-esclavo llegaron a Italia, y el gobierno italiano comenzó a dificultar la emigración para Brasil.
El éxito inicial de la inmigración subsidiada llevó al Brasil casi de 1 millón de italianos hasta el final del siglo XIX, y otros 600 mil durante el siglo XX. Brasil se convirtió en el destino preferido de la emigración italiana.
Luego de la abolición de la esclavitud en 1888, la inmigración italiana se convirtió en una gran fuente de mano de obra en Brasil. Los italianos comenzaron a expandirse por Minas Gerais, Espírito Santo y Río de Janeiro. La mayoría absoluta tuvo como destino inicial el campo y el trabajo agrícola. Muchos inmigrantes italianos después de algunos años trabajando en las recogidas de café, consiguieron dinero suficiente para comprar sus propias tierras y convertirse en hacendados. Otros partieron para los grandes centros urbanos brasileños, como São Paulo, Porto Alegre, Curitiba y Belo Horizonte.

## Los italianos en las ciudades brasileñas
Las pésimas condiciones de trabajo en el interior de Brasil hacía con que los italianos rápidamente se dirigieran a los centros urbanos, principalmente São Paulo.
A comienzos del siglo XX, la gran mayoría de los operadores de fábricas en São Paulo eran italianos. La mayoría de los primeros grandes industriales de São Paulo - los Matarazzo y los Crespi - constituyeron el grupo de los llamados "Condes italianos". En los centros urbanos brasileños, los inmigrantes italianos fueron cruciales para la industrialización de las ciudades.

## Regiones de origen
La inmigración italiana en Brasil estuvo marcada por haber sido en su mayoría oriunda del Norte de Italia, principalmente del Véneto, seguida por las regiones Centro-Sur. La preferencia del gobierno brasileño por italianos del norte se explica en que los inmigrantes italianos llevarían para Brasil técnicas ya avanzadas de industrialización e ideas nuevas para una modernización de Brasil. Además, existía una visión racista por parte del gobierno brasileño en favor de un blanqueamiento de la población brasileña, llevando un mayor número de inmigrantes del Norte de Italia, por ser de piel y cabellos un poco más claros que los italianos del Sur. Se tiende a decir que, en algunas zonas del norte de Italia, prácticamente toda la población tuvo algún pariente o conocido que emigró a Brasil.
| Inmigración italiana en Brasil (1876-1920) Fuente: Instituto Brasileiro de Geografia e Estatística (IBGE) |                       |
| Región de origen                                                                                          | Número de inmigrantes |
| Véneto | 365.710               |
| Campania                                                                                                  | 166.080               |
| Calabria                                                                                                  | 113.155               |
| Lombardía                                                                                                 | 105.973               |
| Abruzos-Molise                                                                                            | 93.020                |
| Toscana                                                                                                   | 81.056                |
| Emilia-Romaña                                                                                             | 59.877                |
| Basilicata                                                                                                | 52.888                |
| Sicilia                                                                                                   | 44.390                |
| Piamonte                                                                                                  | 40.336                |
| Apulia | 34.833                |
| Marcas | 25.074                |
| Basilicata                                                                                                | 52.888                |
| Lacio | 15.982                |
| Umbría | 11.818                |
| Liguria                                                                                                   | 9.328                 |
| Cerdeña                                                                                                   | 6.113                 |
| Total | 1.243.633             |

| Norte  | 53,3% |
| Sur    | 32,1% |
| Centro | 14,6% |

| Región               | Porcentaje |
| -------------------- | ---------- |
| Véneto               | 26,6%      |
| Campania             | 12,1%      |
| Calabria             | 8,2%       |
| Lombardía            | 7,7%       |
| Toscana              | 5,9%       |
| Friuli-Venecia Julia | 5,8%       |
| Trentino-Alto Adigio | 5,3%       |
| Emilia-Romaña        | 4,3%       |
| Basilicata           | 3,8%       |
| Sicilia              | 3,2%       |
| Piamonte             | 2,8%       |
| Apulia               | 2,5%       |
| Marcas               | 1,8%       |
| Molise               | 1,8%       |
| Lacio                | 1,1%       |
| Umbría               | 0,8%       |
| Liguria              | 0,7%       |
| Cerdeña              | 0,4%       |
| Valle de Aosta       | 0,0%       |

## El declive de la inmigración italiana
Las continuas noticias de trabajo semi esclavo y condiciones indignas en las haciendas de café en Brasil provocaron el Prinetti decreto por parte de las autoridades italianas, con el cual se bloqueó temporaneamente la emigración individual de italianos en 1902. Todas estas medidas y situaciones hicieron que la inmigración de italianos para Brasil disminuyese y se desviase para los Estados Unidos y Argentina. 
La inmigración italiana en Brasil continuó moderadamente hasta la década de 1920, cuando el dictador Benito Mussolini, con su gobierno nacionalista, pasó a controlar la inmigración italiana. 
Con la II Guerra Mundial, la declaración de guerra de Brasil contra Italia y la continua recuperación económica italiana después de 1945, la llegada de italianos a Brasil entró en decadencia.
Actualmente (2007) hay solamente 229.746 italianos (de pasaporte) residentes en Brasil.

## Lengua

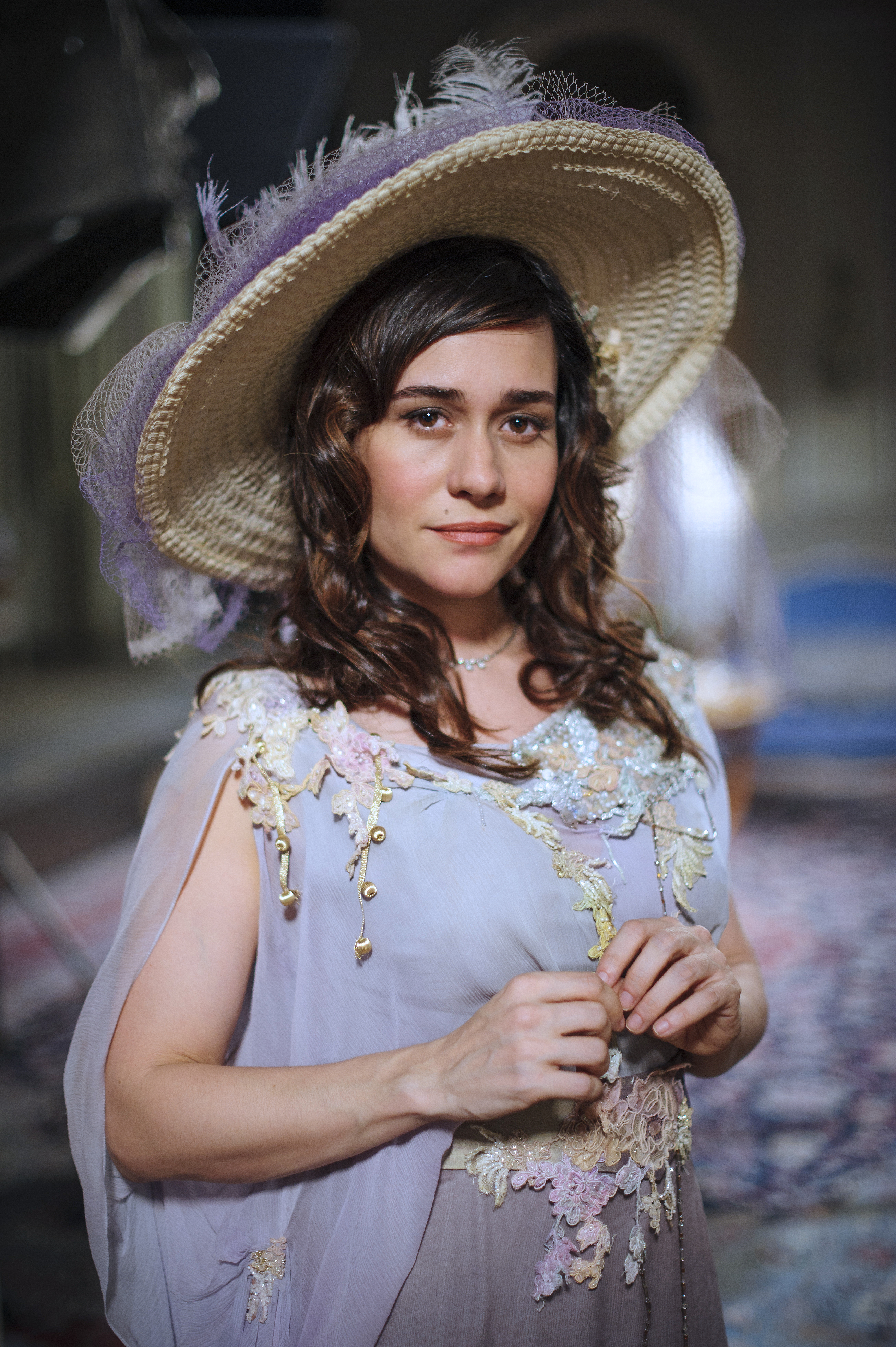
Alessandra Negrini, brasileña con ascendencia italiana.

Actualmente casi todos los descendientes de italianos hablan portugués como lengua materna. Un 14% de los oriundi, según encuestas de autoridades italianas, habla (o conoce parcialmente) el italiano en familia: casi 4 millones de italo-brasileños.
Hay que precisar que existe una minoría de casi 600.000 personas que hablan italiano como lengua materna, la mayor parte de ellos usando el dialecto talian, en las zonas vinícolas de Río Grande do Sul y Santa Catarina. 
Hay varias escuelas italianas en el territorio nacional, mientras que la mayor organización que promueve el italiano en Brasil es la Dante Alighieri".
La lengua italiana en Brasil fue favorecida por el fascismo de Mussolini, pero quedó prohibida en Brasil en la década de 1940, por el presidente Getúlio Vargas, después de haber declarado la guerra a Italia. Cualquier manifestación de cultura italiana en Brasil era crimen. Esto contribuyó en gran medida para que el idioma italiano sucesivamente fuera poco desarrollado entre los descendientes de italianos, en favor del portugués.
En las recientes décadas se registra un creciente interés por la lengua italiana entre los italo-brasileños. Indicativo es el hecho de que dos ciudades importantes de Brasil, Vila Velha y Santa Teresa en el estado de Espírito Santo, con una población respectivamente de 450.000 y 30.000 habitantes en su mayoría descendientes de emigrantes italianos, han decidido oficializar el italiano como lengua étnica. 
Esto conlleva que el italiano viene ahora enseñado en todas las escuelas de estas dos ciudades obligatoriamente.

## La influencia italiana en Brasil y sus descendientes

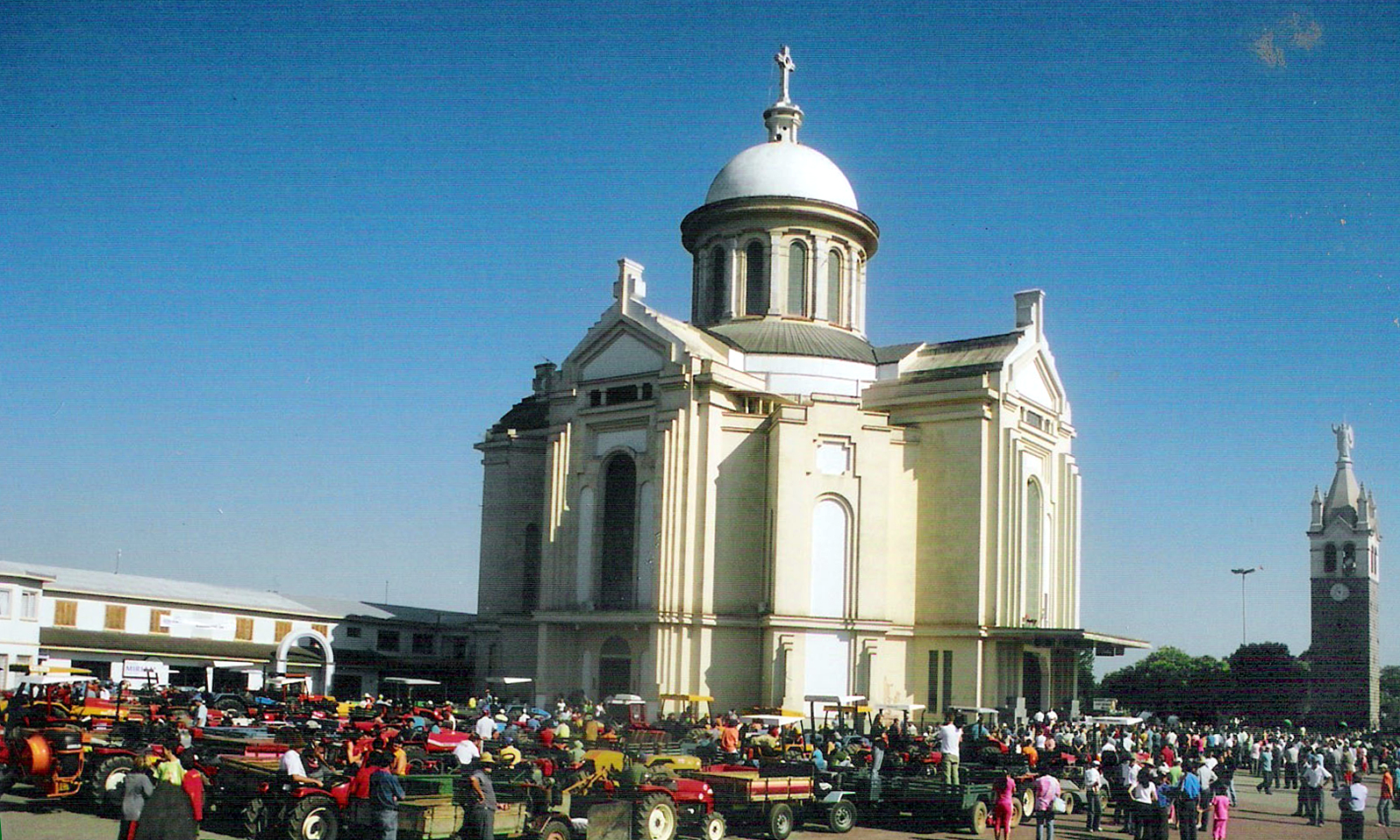
Santuario de Nuestra Señora de Caravaggio en Farroupilha

La inmigración italiana en Brasil fue uno de los mayores fenómenos migratorios ya ocurridos. A medida que el número de inmigrantes y sus descendientes iba creciendo, Brasil iba modificando a la par sus costumbres, de la misma forma que los inmigrantes modificaban las suyas. Es de notar que la influencia italiana en Brasil no se dio de forma uniforme: mientras en el Sur/Sudeste la comunidad italiana era fuerte y en ciertas localidades llegaban a representar la mayoría de la población, en otras regiones del país la presencia de italianos fue casi nula. Los italobrasileños serían alrededor de 32 millones, según la Embajada de Italia en Brasil.
De las innumerables contribuciones de los italianos para Brasil y su cultura se destacan:
- El uso de 'tchau' (ciao) como saludo (en todo Brasil)
- El enraizamiento del catolicismo en Brasil, incorporando elementos italianos a la religión brasileña.
- Diversos platos que fueron incorporados en la alimentación brasileña, como el hábito de comer panetone en Navidad y comer pizza y espagueti con mucha frecuencia (principalmente en el Sudeste).
- El dialecto de los brasileños (principalmente en la ciudad de São Paulo (ver dialecto paulistano), en las Sierras gaúchas y en la Macrorregión del Sur Catarinense).
- Muchas palabras en portugués de Brasil (como paura, polenta, macarrão (macaroni), nhoque (gnocchi), lasanha (lasagna), esquifoso (disgustoso), bisonho (necesidad), etc.).
- La introducción de nuevas técnicas agrícolas (Minas Gerais, São Paulo y en el Sur).

## El "abrasileiramento" de los italianos
Italia y Brasil son países latinos, así los inmigrantes encontraron en el país muchas características que facilitaron su asimilación. En los primeros años en que vivían en Brasil, la mayor parte de los italianos intentaban vivir cerrados en comunidades italianas pues querían reunir dinero para regresar a Italia. 

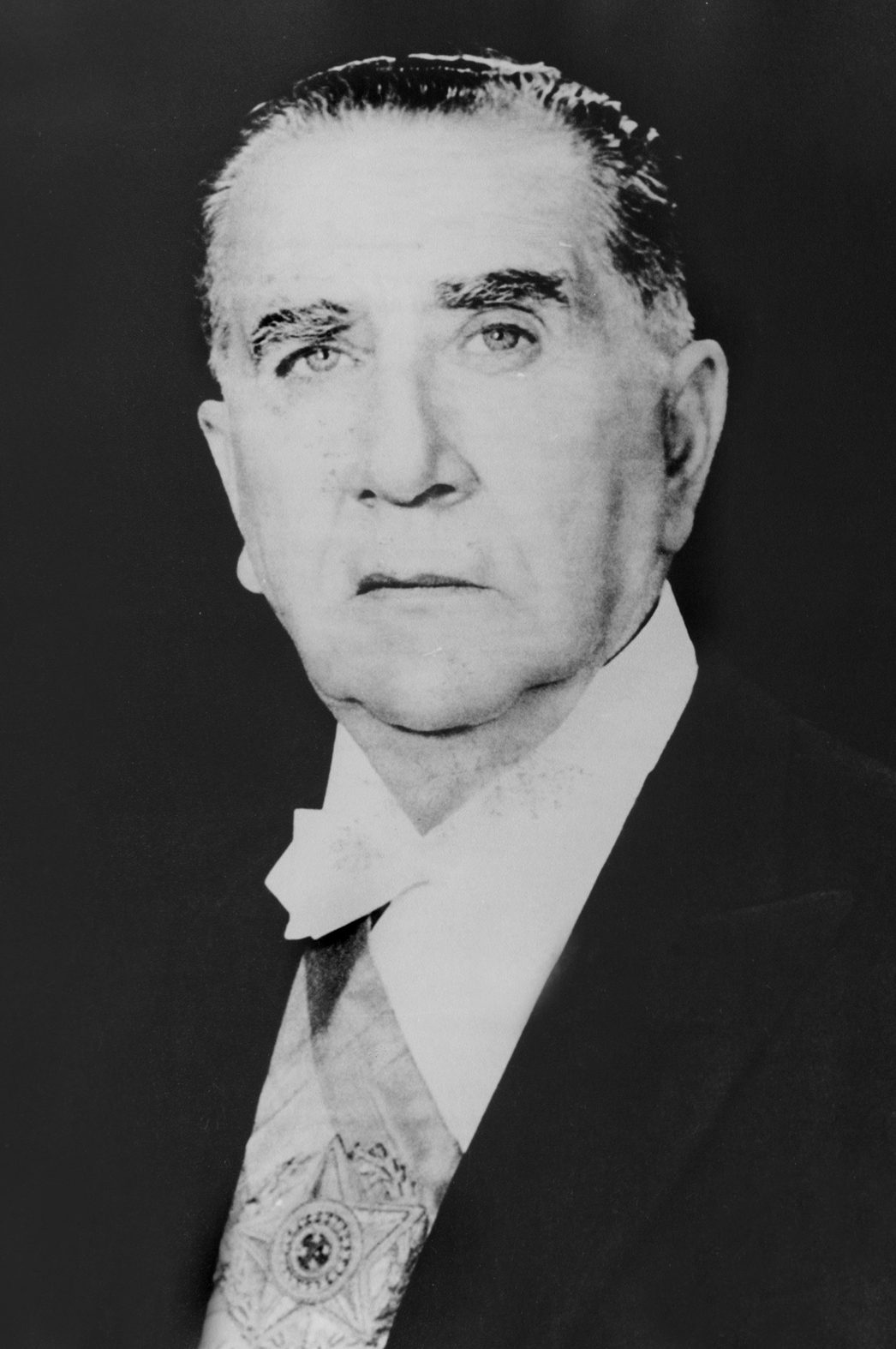
Emilio Garrastazu Medici, Presidente de Brasil (1969-1974)

En los primeros años de colonización italiana en el Sur de Brasil, los casamientos de italianos fuera de las colonias era insignificante, menos del 10% de los inmigrantes se casaban con no italianos. Esta situación solo cambió con las segunda y tercera generaciones nacidas en Brasil, a partir de la década de 1930, cuando los descendientes de italianos comenzaron a integrarse a la sociedad local. Hasta hoy, un significativo número de descendientes de italianos hablan dialectos de origen italiano en el Sur del país.
En el Sudeste de Brasil esta situación fue diferente. Alí los inmigrantes se integraron dentro de la sociedad brasileña y el casamiento de italianos fuera de la colonia superaba el 50%. Existen relatos de que en muchas haciendas cafetaleras los italianos se comunicaban entre sí en portugués, abandonando la lengua italiana para integrarse a la cotidianeidad brasileña. En un reportaje sobre la contribución de los inmigrantes al sistema educacional brasileño, antiguos inmigrantes escribieron: para construir la América no es necesario solamente trabajar con ese bendito café, se necesita además que nuestros hijos frecuenten la escuela para aprender el portugués y todas las cosas de este país. Esa será nuestra mayor riqueza en Brasil. 
Hoy en día los brasileños descendientes de italianos están completamente integrados dentro de la sociedad brasileña. Millones de brasileños poseen apellidos italianos, que marca la mayor colonia italiana fuera de Italia, incluyendo cuatro presidentes descendientes de italianos: Emílio Garrastazu Médici, Pascoal Ranieri Mazzilli, Itamar Franco y Jair Bolsonaro.

## Descendientes de italianos por estados brasileños
La mayoría de los descendientes de italianos están concentrados en los estados de Espírito Santo (donde son el 23% de la población), Santa Catarina (el 29%), São Paulo (el 23%), Paraná (el 29%) y Río Grande del Sur (el 29%). El área metropolitana de São Paulo de 19 millones, tiene cerca del 22% (4,1 millones) de su población constituida por descendientes de italianos, convirtiéndola en el área metropolitana fuera de Italia con mayor número de descendientes de italianos por delante del Área Metropolitana de Buenos Aires que cuenta con 3,5 millones de descendientes de italianos y por delante de Nueva York donde suman 2,3 millones
Los italo-brasileños son alrededor del 24% de la población blanca de Brasil. Hasta la única ciudad con el 100% de blancos en Brasil, Montauri en el estado de Río Grande del Sur, fue fundada por inmigrantes italianos en 1904 y tiene todavía una mayoría que habla el talian.
| Brasileños descendientes de italianos por estado |                 |                              |                                   |
| Estado                                           | Población total | Población de origen italiano | Porcentaje de ítalo-descendientes |
| São Paulo                                        | 45 millones     | 10 millones                  | 23%                               |
| Paraná                                           | 10,5 millones   | 3 millones                   | 29,0%                             |
| Río Grande del Sur                               | 10,9 millones   | 3 millones                   | 28,0%                             |
| Santa Catarina                                   | 6,3 millones    | 1,8 millones                 | 29,0%                             |
| Espírito Santo                                   | 3,8 millones    | 900 mil                      | 23%                               |
| Minas Gerais                                     | 20 millones     | 1,8 millón                   | 9%                                |
| Río de Janeiro                                   | 16,3 millones   | 800 mil                      | 5,0%                              |
| Norte de Brasil                                  | 14,5 millones   | 500 mil                      | 3,6%                              |
| Centro-oeste de Brasil                           | 14 millones     | 700 mil                      | 5,0%                              |
| Nordeste de Brasil                               | 49 millones     | 200 mil                      | 0,4%                              |
| Brasil                                           | 202,7 millones  | 22 millones                  | 11%                               |

Hay que precisar que los 36 millones de descendientes de italianos en la actual población de casi 200 millones de Brasil incluyen también los hijos ilegítimos (casi siempre registrados con apellidos portugueses) desde los tiempos de la colonia portuguesa en los siglos XVI y XVII. Si consideramos solamente los descendientes directos y oficiales de italianos desde 1861 (cuando se creó el Reino de Italia).

## Eltaliande Caxias do Sul
Caxias do Sul es una ciudad del estado de Río Grande del Sur, donde los descendientes de italianos son casi el 60% de la población. Con cerca de 420.000 habitantes (datos del IBGE, 2005), es el segundo polo metal-mecánico de Brasil y uno de los mayores de América Latina.
Tierra de vino y uva, cuenta con varias vinícolas, por lo que cada dos años se conmemora la Fiesta de la Uva, una de las mayores del sur brasileño. El famoso "Galeto Al Primo Canto", uno de los manjares italiano-brasilero, acompañado de masa con pequeños peces, polenta frita, o ensalada de papas con mahonesa, es un plato típico de la ciudad.

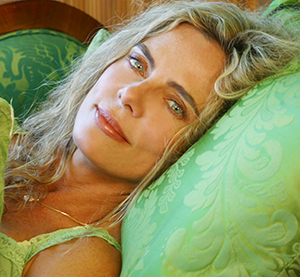
Bruna Lombardi, brasileña con ascendencia italiana

Hay paseos tradicionales en la ciudad que muestran la colonización italiana, el proceso de producción del vino traído del Veneto y la historia de la comunidad que usa el dialecto talian.   
El talian (o dialecto véneto riograndense) es una variante de la lengua véneta (lengua del norte de Italia) hablada sobre todo en la región de Sierra Gaucha, en el estado de Rio Grande do Sul y en el oeste de Santa Catarina, en el sur de Brasil.
En aquella época, la escasa escolarización y el analfabetismo generalizado entre las clases italianas más humildes hacía que el uso de las variedades dialectales —exclusivamente orales— de los idiomas italianos regionales, fuera predominante, en el contexto familiar e informal, sobre el idioma italiano.  Los italianos que emigraban a Brasil eran de diferentes partes de Italia, pero en el sur de Brasil predominaron los emigrantes del norte de la península itálica. De estos emigrantes, una gran mayoría hablaba variantes de la lengua véneta.
La lengua, con el transcurso del tiempo, fue sufriendo influencias, debido a su contacto con otros dialectos de emigrantes italianos, pero sobre todo con la gran influencia del portugués de Brasil. No obstante, aunque el talian sea muy próximo a otros dialectos del Véneto, tanto oral como gramaticalmente, las influencias externas hicieron nacer en el sur de Brasil el dialecto ítalo-brasileño, el cual fue llamado "talian".
Hay que precisar que el talian no es considerado un dialecto criollo del italiano: algunos lingüistas lo consideran una variante brasileña de la lengua véneta. Del mismo modo que el Riograndenser Hunsrückisch, es un idioma hablado por descendientes de alemanes en el sur del Brasil, el talian no es condiderado una lengua extranjera en Brasil.
El uso del idioma italiano declinó desde la década de 1940, cuando el gobierno nacionalista de Getúlio Vargas prohibió su uso en Brasil, tanto escrito, como oral. Hablar italiano (o en dialecto) en lugares públicos y privados en Brasil era considerado ofensivo y una falta de patriotismo, de este modo los italianos y sus descendientes fueron obligados al estudio del portugués. Pero los hablantes que vivían aislados en zonas rurales (como los emigrantes italianos que habitaban Sierra Gaucha, donde se encuentra Caxias do Sul) fueron uno de los pocos grupos que consiguieron preservar el italiano (aunque dialectal) en Brasil.
Actualmente hay cifras estimativas que sitúan el número de italo-brasileños que utilizan el talian en casi 600.000, la mayoría de los cuales son bilingües con el portugués. Algunas pequeñas ciudades en el sur de Brasil, como Nova Veneza en Santa Catarina a poca distancia de Caxias do Sul, se caracterizan por tener una población con más del 97% de descendientes de italianos, casi todos de habla talian.

## Emigración italiana actual en Brasil
En 2019, 11,663 personas con nacionalidad italiana emigraron de Italia a Brasil de acuerdo con el Informe Mundial Italiano 2019, totalizando 447,067 ciudadanos italianos que viven en Brasil hasta 2019.

## Galería fotográfica

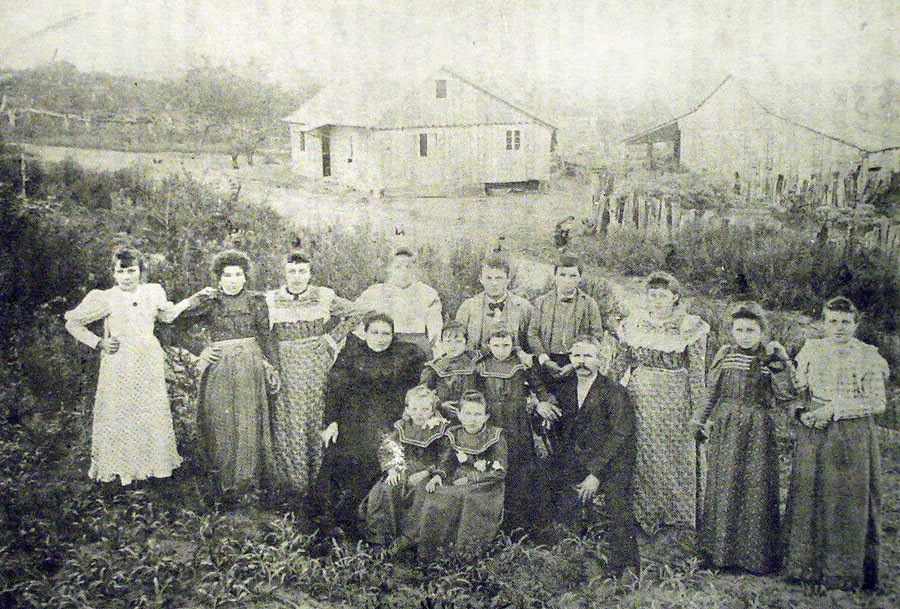
Familia italiana en Caxias do Sul
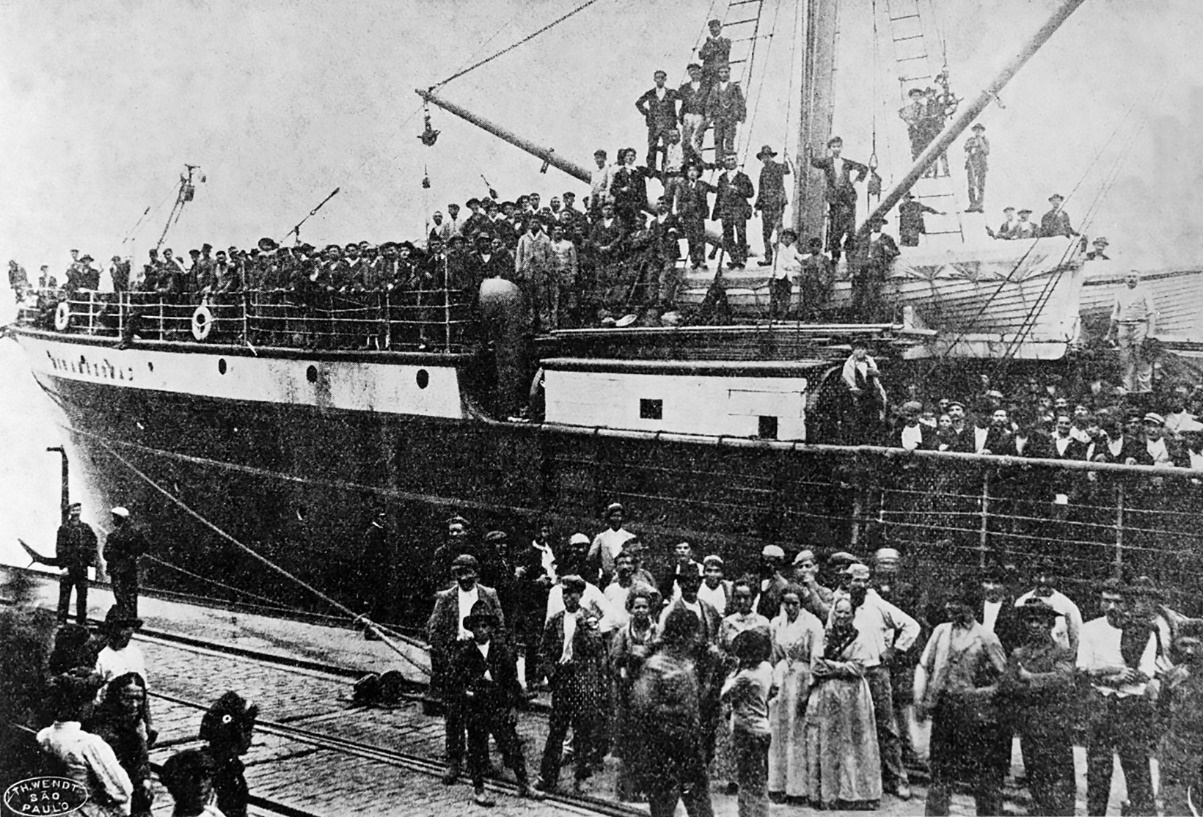
Transatlántico italiano con inmigrantes en Santos
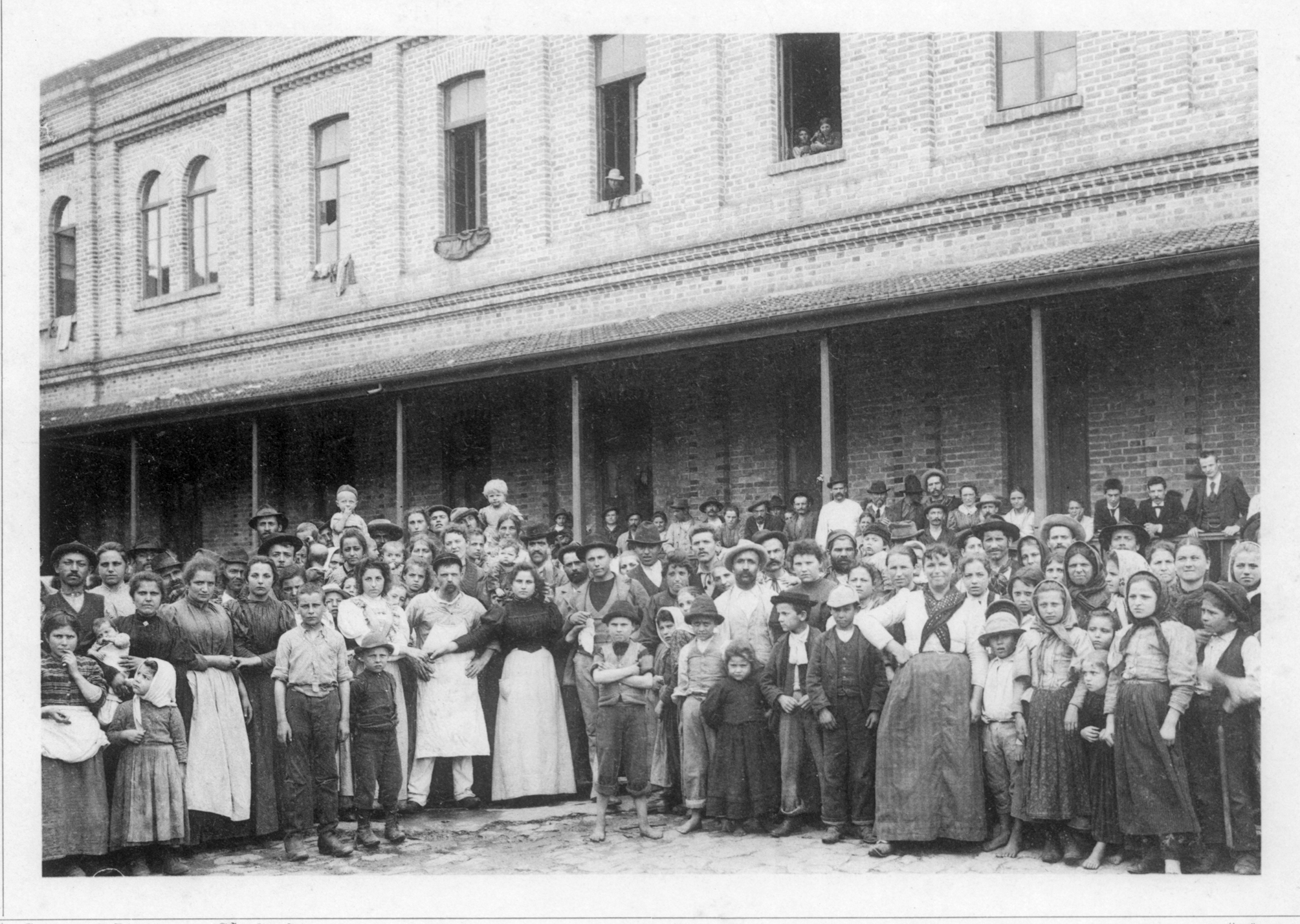
Inmigrantes italianos en una fábrica de São Paulo, al inicio del siglo XX.
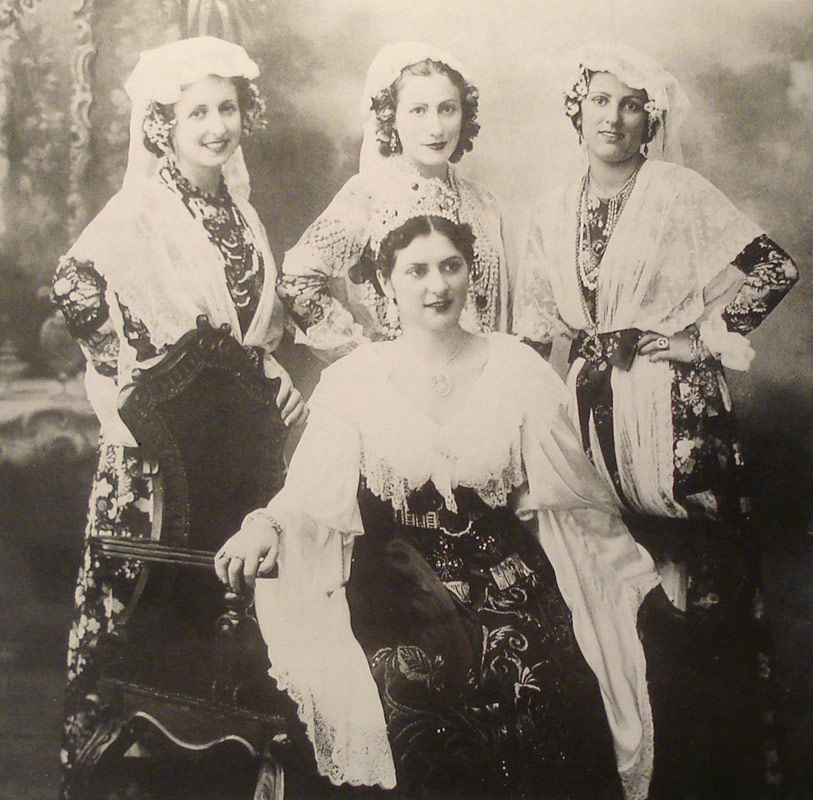
Muchachas italianas en la Feria del vino de Caxias do Sul (1934).
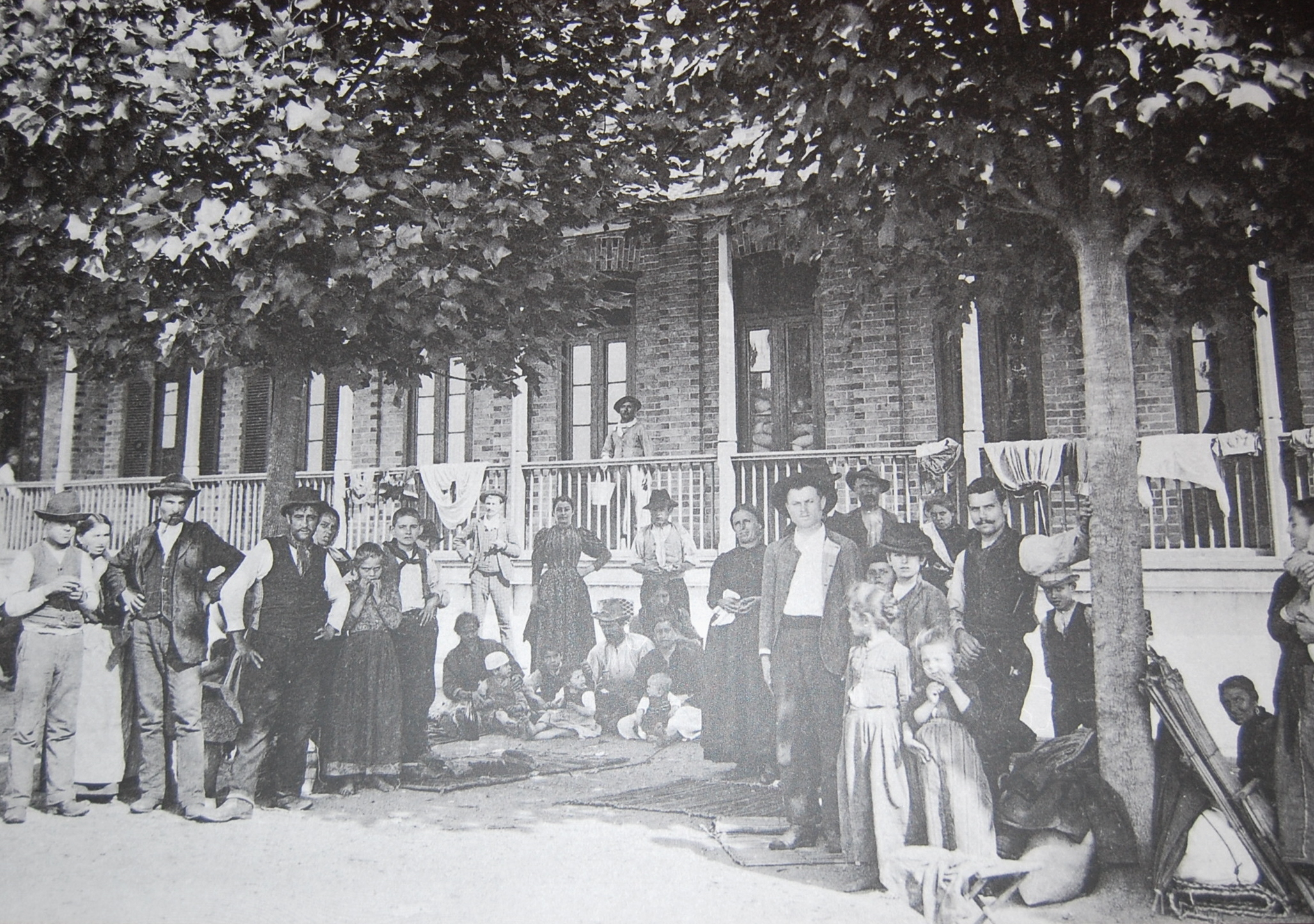
Inmigrantes italianos llegando a São Paulo
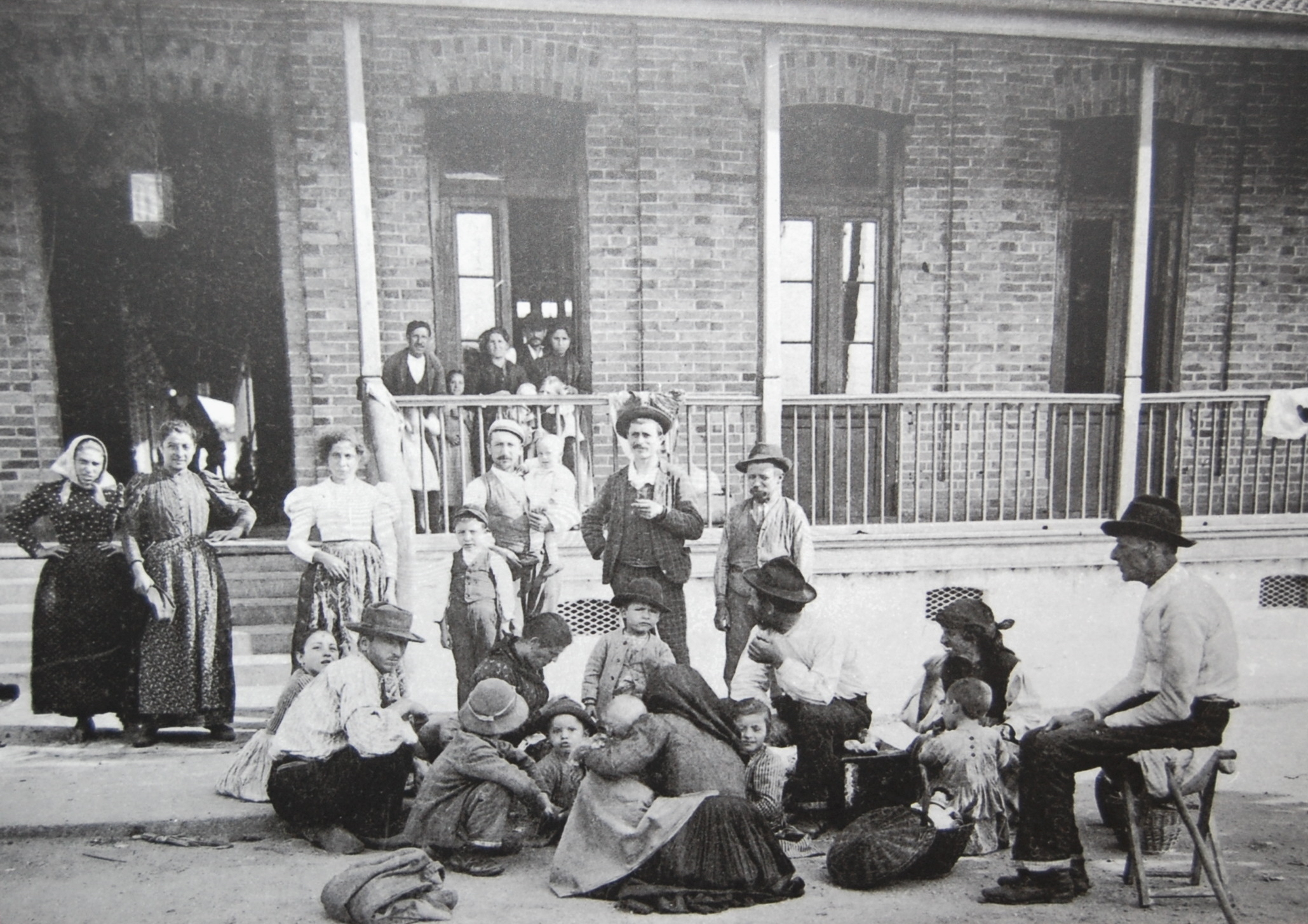
Italianos de São Paulo
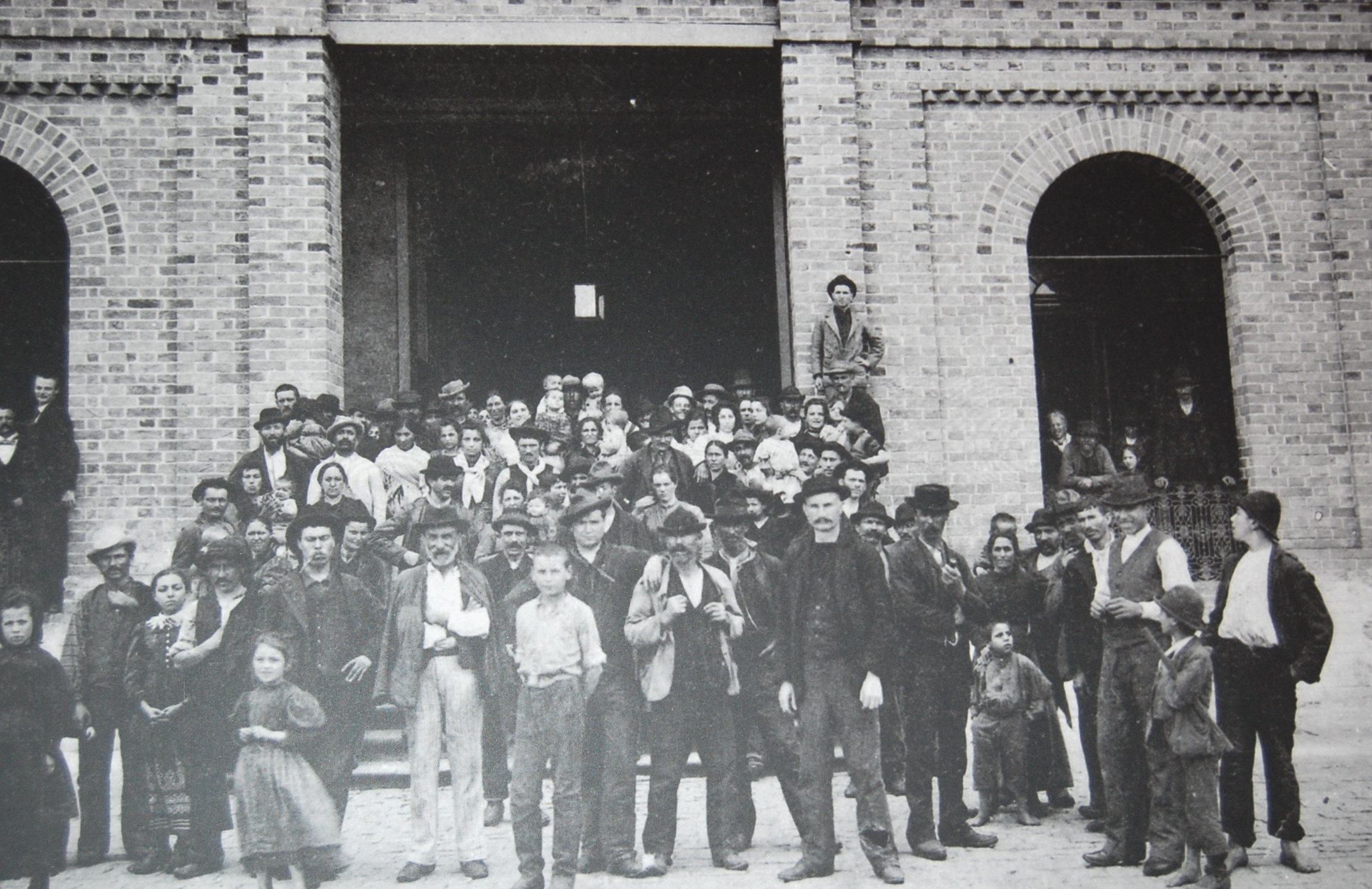
Inmigrantes en São Paulo